# قائمة مواقع رامسار في لبنان
قائمة مواقع رامسار في لبنان هي قائمةٌ بمواقع رامسار الطبيعيّة التي تقع ضمن حدود الجمهوريّة اللبنانيّة، والتي لها أهميّة دوليّة وخاصّة كأراضٍ رطبة بوصفها موئلاً للطيور المائيّة كما هو مُوضَّح في اتفاقيّة رامسار لعام 1971.
يضم لبنان أربعة مواقع مُسَجَّلة على هذه القائمة هي مستنقع عميق، محميّة شاطئ صور الطبيعيّة، راس الشقعة، ومحميّة جزر النخيل الطبيعيّة.

## القائمة
| الصورة | الاسم                          | الموقع                            | المساحة (هكتار) | الرقم المرجعي | تاريخ التسجيل | ملاحظات     |
| ------ | ------------------------------ | --------------------------------- | --------------- | ------------- | ------------- | ----------- |
|        | مستنقع عميق                    | محافظة البقاع، قضاء البقاع الغربي | 280             | 978           | 1999          | [ 1 ] [ 2 ] |
|        | جروف دير النوريّة في رأس ألشقعة | محافظة الشمال، قضاء الكورة        | ---             | 979           | 1999          | [ 1 ] [ 3 ] |
|        | محميّة شاطئ صور الطبيعيّة        | محافظة الجنوب، قضاء صور           | 380             | 980           | 1999          | [ 1 ] [ 4 ] |
|        | محميّة جزر النخيل الطبيعيّة      | محافظة الشمال، قضاء طرابلس        | 420             | 1079          | 2001          | [ 1 ] [ 5 ] |

## وصلات خارجية
- الموقع الرسمي لمواقع رامسار في العالم (بالإنجليزية)